# 登嘉楼河
登嘉楼河是马来西亚登嘉楼州的一条河。它的全长是17.52千米。登嘉楼河发源地在肯逸湖，它流经登嘉楼州首府瓜拉登嘉楼，汇入南海。河上建有苏丹·马哈茂德大桥。